# Oj, chmielu

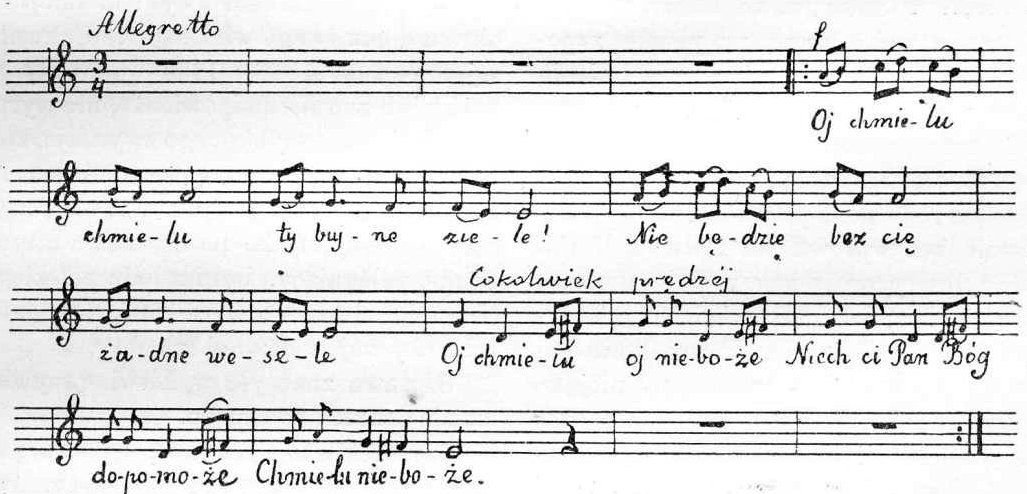
Melodia pieśni Oj chmielu według Zygmunta Glogera (źródło: Encyklopedja staropolska ilustrowana, Warszawa 1900, PD).

Oj, chmielu, chmielu to najstarsza ze znanych obrzędowych pieśni weselnych, śpiewana przy oczepinach panny młodej.
Słowa pieśni:

Oj, chmielu, chmielu, ty bujne ziele,
Nie będzie bez cię żadne wesele,
Ref: Oj, chmielu, oj, niebożę,
To na dół, to ku górze,
Chmielu niebożę!
lub w wersji:
Oj, chmielu, oj niebożę,
niech ci Pan Bóg dopomoże,
chmielu niebożę.
Ażebyś chmielu, na te tyczki nie lazł,
nie robiłbyś ty z panienek niewiast.
Ref: Oj, chmielu, oj, niebożę...
Nie ma zgodności co do tego, z którego wieku pochodzi pieśń. Utwór pochodzi prawdopodobnie z czasów przedchrześcijańskich, przed przyjęciem przez Polskę chrztu w 966 r. Tonalność nawiązująca do pentatoniki i skali modalnej wskazywałaby na bardzo archaiczne pochodzenie melodii.
Jeszcze w początku XIX wieku śpiewano ją i w dworach szlacheckich, i w domach chłopskich. Później zwyczaj utrzymał się tylko wśród chłopów.
Śpiewanie Chmiela o północy, kiedy to w obrzędzie weselnym następował moment oczepin, ma starszą tradycję niż zwyczaj tańczenia chmielowego, tańca opartego na pieśni. Związane to było ze skracaniem się obrzędu weselnego na rzecz zabawowego charakteru wesela. Same oczepiny stały się elementem zabawy i odbywały się o wcześniejszej porze.